# Mary Anne Rawson
Mary Anne Rawson, nata Mary Anne Read (Sheffield, 1801 – agosto 1887), è stata un'attivista ed abolizionista britannica; fece anche una campagna con la Tract Society e la British and Foreign Bible Society, a favore del nazionalismo italiano e contro il lavoro minorile. Fu coinvolta per la prima volta in un gruppo di Sheffield, che condusse con successo una campagna per convincere le persone a boicottare lo zucchero dalle Indie occidentali, poiché era prodotto dal lavoro degli schiavi. È raffigurata mentre partecipa alla Convenzione mondiale contro la schiavitù a Londra nel 1840.

## Primi anni di vita
Mary Anne Read nacque da Joseph Read (1774-1837), di Wincobank Hall nel sobborgo Wincobank di Sheffield e da sua moglie Elizabeth, genitori benestanti che incoraggiarono il suo coinvolgimento in buone cause. Joseph Read aveva rilevato l'attività di suo padre, che in seguito sarebbe diventata la Sheffield Smelting Company, ma in seguito incontrò difficoltà finanziarie e dovette vendere Wincobank Hall, che Mary, in quanto vedova di un banchiere, riuscì a reclamare. Sua sorella Elizabeth (1803-1851) era sposata con William Wilson (1800-1866), presidente del comitato antischiavitù di Nottingham; il loro figlio era il deputato Henry Wilson Homfirth, la sua sorellastra era la missionaria Sarah Poulton Kalley. Henry Wilson e suo fratello John Wycliffe Wilson erano beneficiari e amministratori della proprietà di Mary e assicurarono che i suoi piani per Wincobank Hall fossero portati a termine.

## Abolizionismo e campagne
Il suo costante interesse dalla metà degli anni '20 dell'Ottocento fino agli anni '50 dell'Ottocento fu una campagna nell'area di Sheffield contro la schiavitù. La Rawson fu un membro fondatore nel 1825 della Sheffield Female Anti-Slavery Society, che fece una campagna per i diritti degli schiavi nell'Impero britannico. La società di Sheffield fu la prima a battersi non per una fine graduale e controllata, ma per la fine immediata della schiavitù. La società ha utilizzato conferenze e opuscoli per ottenere una diminuzione delle vendite di beni dell'India occidentale prodotti dagli schiavi, come caffè e zucchero. Si sciolse formalmente dopo l'approvazione della legislazione di abolizione nel 1833.

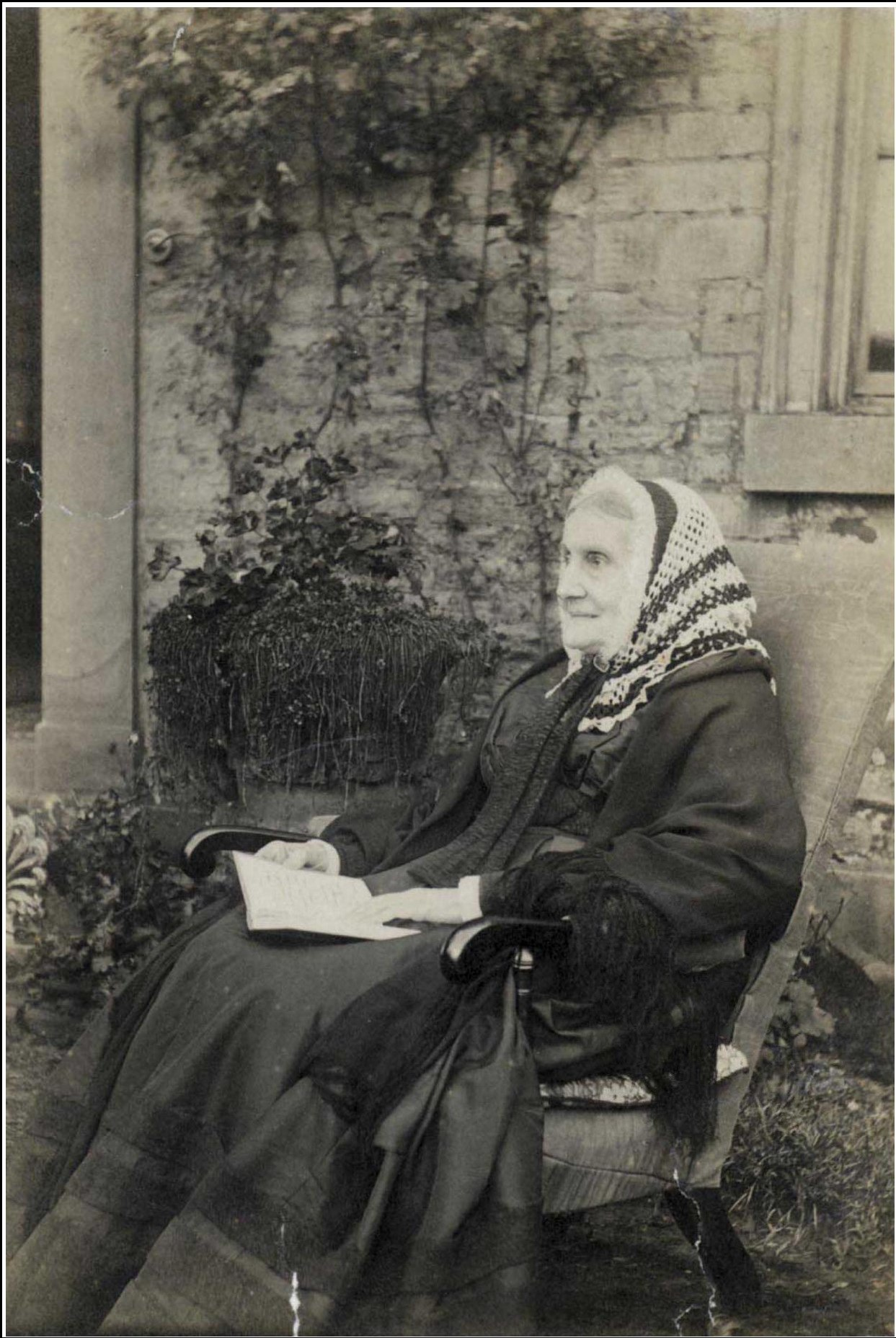
Mrs Rawson

Nel 1837 la Rawson divenne segretaria della Sheffield Ladies Association per l'abolizione universale della schiavitù, che portò avanti la causa dei lavoratori ridotti in schiavitù in tutto il mondo. Le organizzazioni contro la schiavitù gestite da donne furono fondate per la prima volta da Lucy Townsend e talvolta furono liquidate come di interesse marginale, ma recenti ricerche hanno rivelato che questi gruppi hanno avuto un impatto nazionale.

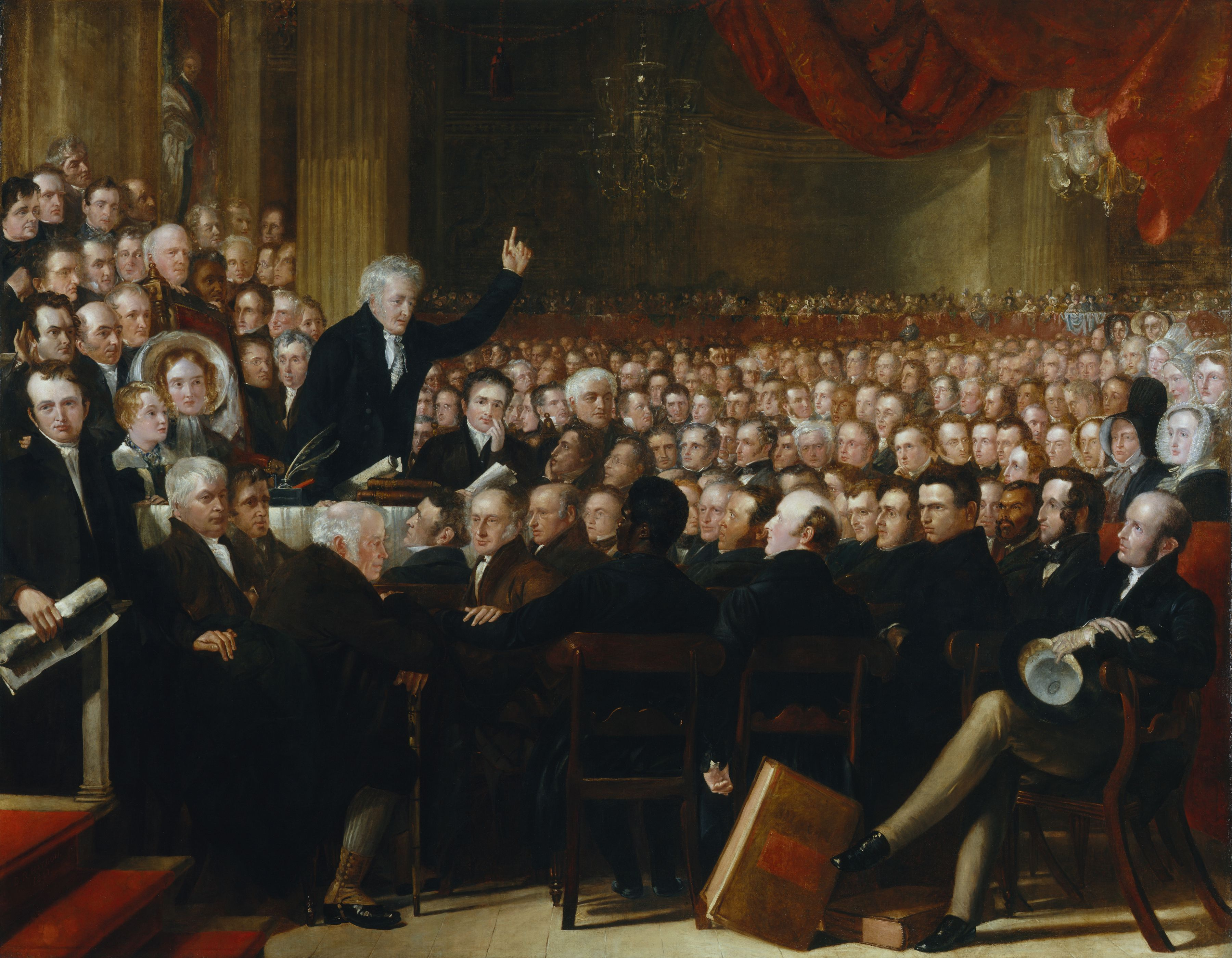
Mary Anne Rawson è all'estrema destra in questo dipinto che rappresenta la Convenzione contro la schiavitù del 1840.

Rawson corrispondeva con figure come George Thompson in Gran Bretagna, nonché con Frederick Douglass e William Lloyd Garrison negli Stati Uniti. I suoi visitatori includevano Lord Shaftesbury e William Wilberforce. Con sua madre Elizabeth Read come tesoriera, lei era importante nella Sheffield Female Anti-Slavery Society. Suo padre Joseph Read possedeva un'azienda coinvolta nella fusione di metalli preziosi.
Essendo suo padre morto in seguito alle sue difficoltà finanziarie e alla perdita di Wincobank Hall, la precoce vedovanza della Rawson le permise di tornare e saldare i debiti di suo padre. Lei e sua madre ripresero a risiedere a Wincobank Hall, conducendo entrambe una vita politicamente attiva.
Il dipinto mostra Rawson in un dipinto commemorativo della prima World Anti-Slavery Convention, che attirò delegati da America, Francia, Haiti, Australia, Irlanda, Giamaica e Barbados nel 1840. Ad eccezione di Mary Clarkson, tutte le donne nel dipinto sono mostrate all'estrema destra e nessuna di loro è in primo piano del dipinto. Nessuna donna era ammessa nel corpo principale della convention. Ciò ha causato alcune difficoltà con la delegazione americana. Le donne mostrate nel dipinto comprendevano Elizabeth Pease, Amelia Opie, la Baronessa Byron, Anne Knight, la signora John Beaumont, Elizabeth Tredgold, la figlia di Thomas Clarkson, Mary e proprio dietro Lucretia Mott. Dopo la convention ospitò Charles Lenox Remond e Nathaniel Peabody Rogers.
Nel 1841, la Rawson e sua sorella, Emily Read, organizzarono la creazione di una scuola diurna nella cappella sul terreno di Wincobank Hall. La scuola era aperta ai bambini del posto. Nel 1860 le suore crearono un fondo per provvedere alla sua dotazione finanziaria e alla sua gestione. La scuola continuò fino al 1905.
Nel 1899, Wincobank Hall fu aperta come 'casa di salvataggio' dall'Esercito della Salvezza, che operò sul sito fino al 1915. Nel 1921, si diceva che Wincobank Hall fosse in 'uno stato di desolazione'. La sala fu successivamente demolita per far posto alla Flower Estate, un complesso residenziale così chiamato perché tutte le strade portano nomi di fiori e piante.
Oggi la cappella è stata restaurata per uso comunitario.

## Vita privata
Sposò William Bacon Rawson, un banchiere di Nottingham e fonditore di ferro, ma il matrimonio fu di breve durata a causa della morte prematura di William nel 1829. La loro unica figlia, Elizabeth, morì nel 1862 all'età di 33 anni.

## Pubblicazioni
Nel 1834 la Rawson compilò una raccolta di scritti originali contro la schiavitù e a favore della sua abolizione nelle colonie britanniche. I contributi provenivano da cinquanta scrittori.

## Eredità
La biblioteca Lilly dell'Università dell'Indiana possiede una vasta collezione di lettere e fotografie della Rawson, inclusa una raccolta dei suoi acquerelli dell'Italia. L'Università di Sheffield conserva una raccolta di suoi materiali relativi al poeta James Montgomery.